# Potosí (Texas)
Potosí es un lugar designado por el censo ubicado en el condado de Taylor en el estado estadounidense de Texas. En el Censo de 2010 tenía una población de 2991 habitantes y una densidad poblacional de 62,95 personas por km².

## Geografía
Potosí se encuentra ubicado en las coordenadas 32°20′8″N 99°41′4″O / 32.33556, -99.68444. Según la Oficina del Censo de los Estados Unidos, Potosí tiene una superficie total de 47.52 km², de la cual 47.51 km² corresponden a tierra firme y (0.02%) 0.01 km² es agua.

## Demografía
Según el censo de 2010, había 2991 personas residiendo en Potosí. La densidad de población era de 62,95 hab./km². De los 2991 habitantes, Potosí estaba compuesto por el 92.34% blancos, el 1.27% eran afroamericanos, el 0.23% eran amerindios, el 1.64% eran asiáticos, el 0.2% eran isleños del Pacífico, el 1.14% eran de otras razas y el 3.18% pertenecían a dos o más razas. Del total de la población el 6.85% eran hispanos o latinos de cualquier raza.